# Alianci

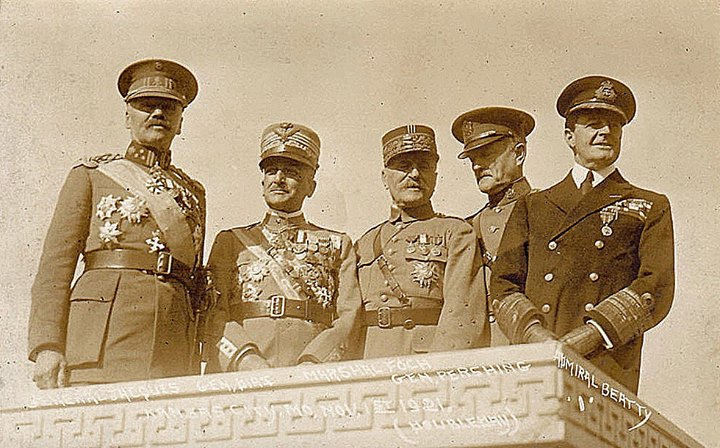
Alianci I wojny światowej: przedstawiciele Belgii, Włoch, Francji, Stanów Zjednoczonych i Wielkiej Brytanii

Alianci (fr. alliance, przymierze) – słowo oznaczające sojuszników, sprzymierzeńców.

## Historia
Termin pojawił się podczas I wojny światowej jako określenie Wielkiej Brytanii, Francji, Rosji, Japonii, Włoch (od 1915), Rumunii (od 1916), Stanów Zjednoczonych (od 1917) i mniejszych państw, będących przeciwnikami państw centralnych (jednak w tym przypadku znacznie częściej stosowany jest termin „ententa”).
Termin „alianci” używany jest przede wszystkim w odniesieniu do członków koalicji antyhitlerowskiej podczas II wojny światowej, jednak termin alianckie siły zbrojne ogranicza się jedynie do państw zachodnich pod wspólnym dowództwem (Wielka Brytania i Wspólnota Brytyjska, Stany Zjednoczone, Polskie Siły Zbrojne, a także siły zbrojne Wolnej Francji i kilku mniejszych państw).
Oprócz wojen światowych określenie „alianci” można również spotkać w przypadku antyirackich sojuszy z lat 1990/1991 oraz 2003.
Wyraz „alianci” stał się w języku polskim synonimem wyrazów „sojusznicy” i „sprzymierzeńcy”, więc używanie go w kontekstach innych niż wyżej podane nie uchodzi za błąd. Obecnie jednak jest to słowo przestarzałe.